# Barbara Loden
Barbara Loden (Marion, 8 luglio 1932 – New York, 5 settembre 1980) è stata un'attrice, sceneggiatrice e regista statunitense.

## Biografia
Nel 1964 vinse il Tony Award come miglior attrice non protagonista per la sua interpretazione nel ruolo di Maggie nel dramma di Arthur Miller Dopo la caduta.
Dopo un breve matrimonio con Larry Joachin, da cui ebbe il figlio Marco, Barbara Loden sposò Elia Kazan nel 1969 ed ebbe un figlio da lui, Leo. L'attrice morì a quarantotto anni per un cancro al seno.
È nota principalmente per aver scritto, diretto e interpretato Wanda, film indipendente a bassissimo budget presentato alla 31ª Mostra internazionale d'arte cinematografica di Venezia (dove ha vinto il Premio della Critica) divenuto negli anni un cult del cinema femminile/femminista.

## Filmografia

### Cinema
- Fango sulle stelle (Wild River), regia di Elia Kazan (1960)
- Splendore nell'erba (Splendor in the Grass), regia di Elia Kazan (1961)

### Televisione
- Fred Astaire (Alcoa Premiere) - serie TV, 1 episodio (1962)
- La città in controluce (Naked City) - serie TV, 1 episodio (1962)

### Regia
- Wanda (1970)